# James Moody (saxofonist)
James Moody (Savannah (Georgia), 26 maart 1925 – San Diego (Californië), 9 december 2010) was een Amerikaanse jazzsaxofonist, jazzcomponist en fluitspeler. 

## Biografie
James Moody werd geboren in Savannah en tijdens zijn jeugd raakte hij gefascineerd door de saxofoon die hij hoorde in de band van Count Basie. Hij besloot in 1943 zich aan te melden voor het leger en speelde tijdens zijn diensttijd regelmatig op de basis.
Toen hij na de oorlog terugkwam besloot hij zich tijdelijk te vestigen in Europa nadat er in Amerika diverse incidenten hadden voorgedaan van racistische aard. In 1948 werd hij door Blue Note Records, een jazz platenlabel, benaderd en maakte hij zijn eerste opnames.

## Overlijden
Nadat op 2 november 2010 door zijn vrouw bekend was gemaakt dat James Moody leed aan alvleesklierkanker in een ver gevorderd stadium overleed hij op 9 december 2010 aan de gevolgen hiervan.

## Discografie
- 1949: James Moody's Greatest Hits
- 1951: More of James Moody's Greatest Hits
- 1955: Wail, Moody, Wail Prestige Records, produced by Rudy Van Gelder
- 1955: Moody's Mood For Blues
- 1956: Moody's Mood for Love
- 1956: Hey It's James Moody
- 1959: James Moody (Argo Records)
- 1959: Flute 'n' the Blues
- 1962: Another Bag (Argo)
- 1963: Comin' On Strong (Argo)
- 1965: Cookin' the Blues
- 1969: The Blues and Other Colours
- 1969: Don't Look Away Now
- 1973: Feelin' It Together
- 1997: Moody Plays Mancini (Warner Bros. Records)
- 1999: James Moody And The Swedish All-Stars Concord
- 2004: Homage